# Henry C. Brewster

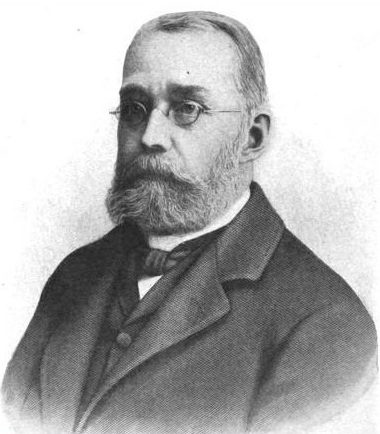
Henry C. Brewster

Henry Colvin Brewster (* 7. September 1845 in Rochester, New York; † 29. Januar 1928 in Canandaigua, New York) war ein US-amerikanischer Politiker. Zwischen 1895 und 1899 vertrat er den Bundesstaat New York im US-Repräsentantenhaus.

## Werdegang
Henry Brewster besuchte die öffentlichen Schulen seiner Heimat. Im Jahr 1863 begann er eine fast lebenslange Laufbahn bei der Traders’ National Bank. Bis 1868 war er dort als Verwaltungsangestellter (Clerk) tätig; von 1868 bis 1894 war er Kassierer. Zwischen 1907 und 1917 war er Präsident dieser Bank und danach bis 1923 Vorstandsvorsitzender. In den Jahren 1893 und 1902 fungierte er als Präsident der Handelskammer von Rochester. Brewster war auch Mitbegründer der New York State Bankers’ Association. Im Jahr 1894 war er deren Vizepräsident und 1899 wurde er Präsident dieser Vereinigung. Politisch schloss er sich der Republikanischen Partei an. Er wurde Vizepräsident der New York State League of Republican Clubs und Präsident der Monroe County League. 1897 war er auch Vizepräsident der National League of Republican Clubs.
Bei den Kongresswahlen des Jahres 1894 wurde Brewster im 31. Wahlbezirk von New York in das US-Repräsentantenhaus in Washington, D.C. gewählt, wo er am 4. März 1895 die Nachfolge von John Van Voorhis antrat. Nach einer Wiederwahl konnte er bis zum 3. März 1899 zwei Legislaturperioden im Kongress absolvieren. In diese Zeit fiel der Spanisch-Amerikanische Krieg von 1898. Ab 1897 war Brewster Vorsitzender des Committee on Alcoholic Liquor Traffic.
Im Jahr 1898 verzichtete er auf eine weitere Kongresskandidatur. Nach dem Ende seiner Zeit im US-Repräsentantenhaus setzte er seine früheren Tätigkeiten bis 1923 fort. Im Juni 1900 nahm er als Delegierter an der Republican National Convention in Philadelphia teil, auf der Präsident William McKinley zur Wiederwahl nominiert wurde. 1923 zog sich Henry Brewster in den Ruhestand zurück. Er starb am 29. Januar 1928 während eines Besuchs in Canandaigua und wurde in Rochester beigesetzt.